# Organizational Buying Behaviour
Unter Organisationales Kaufverhalten bzw. Organizational Buying Behaviour versteht man einen betriebswirtschaftlichen Ansatz, mit dem das Beschaffungsverhalten von Unternehmen als kollektiver Prozess analysiert wird. Ausgangspunkt ist, dass der komplexe Entscheidungsprozess, durch den Organisationen ihre Bedürfnisse für Produkte identifizieren und zwischen vorhandenen Alternativen wählen, in der Regel durch die Vielzahl beteiligter Personen mit oft unterschiedlichen Zielen nicht erleichtert wird.
Der organisationale Kaufentscheidungsprozess unterscheidet sich von dem der Konsumenten vor allem durch eine stärkere Formalisierung, die Tatsache, dass häufig mehrere Personen am Prozess beteiligt sind und eine sehr genaue Definition der Bedürfnisse. Die Erkenntnisse des organisationalen Kaufverhaltens werden insbesondere im Investitionsgütermarketing genutzt.

## Phasen des Kaufentscheidungsprozesses von Organisationen
- Problemerkennung
- Spezifikation
- Alternativen- und Lieferantensuche
- Einholung von Angeboten und Auswahl eines Lieferanten
- Spezifizierung des Auftrages
- Verhandlung der Bedingungen
- Evaluierung.

Wenn es sich um einen einfachen oder modifizierten Wiederholungskauf handelt, können einige Phasen ausgelassen werden.
Erste Ansätze zu diesem Thema lieferten Webster, Wind, Faris, Robinson, Anderson, Chu und Weitz.

### Buying Center
Als Buying Center bezeichnet man die Gesamtheit der an einem Kaufentscheidungsprozess für Investitionsgüter beteiligten Personen.
Dabei gibt es folgende Rollen:
- Benutzer (user): sind die Mitglieder einer Organisation, welche die Produkte und Service verwenden.
- Einflussnehmer (influencer): wie technisches Personal und Ingenieure, welche Informationen bereitstellen und dadurch Entscheidungen beeinflussen.
- Einkäufer (buyer): sind diejenigen mit formaler Verantwortung und Autorität, insbesondere bei Lieferantenfragen.
- Entscheidungsträger (decider): sind das Management und die Einkäufer
- Informant (gatekeeper): sind Einkäufer und Sekretärin. Kontrollieren den internen Informationsfluss und den Zustrom von neuen Informationen.

Neben den formalen Rollen lässt sich das Promotorenkonzept anwenden:
Machtpromotor: Macht durch hohe hierarchische Position. Leistungsbeiträge: Stellt Ressourcen bereit, legt Ziele fest, sanktioniert Akteure und blockiert Opponenten. Ggf. Willens- und Hierarchiebarrieren.
Fachpromotor: Macht durch Expertenkompetenz. Leistungsbeiträge: Evaluiert Probleme, beurteilt, entwickelt und realisiert Problemlösungen, fördert Lernprozesse. Ggf. fachspezifische Fähigkeitsbarrieren.
Prozesspromotor: Macht durch Organisationskenntnisse und organisationsinterne Kommunikationspotentiale. Leistungsbeiträge: Sammelt, filtert, übersetzt und interpretiert Informationen und leitet diese gezielt an Akteure weiter, fördert Kommunikationsbeziehungen und Koalitionen.
In der Realität gibt es in keiner Organisation ein Buying Center. Es wird lediglich zur leichteren Darstellung der verschiedenen Personen mit ihrem unterschiedlichen Einfluss verwendet.

### Einflussfaktoren des organisationalen Kaufverhaltens
Umweltfaktoren:
Sie sind schwer zu identifizieren und zu messen. Umwelteinflüsse können physikalisch, technologisch, wirtschaftlich, politisch sowie kulturell sein. Einflüsse werden von unterschiedlichen Institutionen, wie Lieferanten, Konkurrenten und Kunden ausgeübt. Die Umweltbedingungen sind v. a. da relevant wo länderübergreifende Zusammenarbeit stattfindet.
Beispiele für Umweltfaktoren: Investitionsverhalten, Konsumverhalten, Zinssatz, Technologie, Gesetzgebung, Wettbewerb, Politik, Ökologie,...
Organisationale Faktoren:
Verursachen, dass Individuen sich anders verhalten als wenn sie alleine oder in einer anderen Organisation Entscheidungen treffen. Organizational Buying Behaviour wird gesteuert durch Ziele der Organisation, welche wiederum durch finanzielle Mittel, Technologie sowie Humane Ressourcen bestimmt werden.
Beispiele für Organisationale Faktoren: Ziele, Einkaufstaktiken, Organisationsstruktur, Hierarchie.
Soziale, Interpersonale Faktoren:
Gruppenentscheidungen, wie sie auch im Buying Center gefällt werden, werden durch verschiedene Faktoren beeinflusst. Einflussfaktoren sind die individuellen Ziele und Charaktereigenschaften, die Art der Führung einer Gruppe, die Gruppenstruktur und externe Einflüsse (Umwelt, Organisation).
Beispiele für Soziale Faktoren: Gruppendynamik, Autorität,...
Individuelle Faktoren der beteiligten Personen:
Individuen sind geprägt durch komplexe Kombinationen zwischen persönlichen und organisationalen Zielen. Sowohl kulturelle, organisationale und soziale Faktoren wirken sich auf Individuen aus. Individuelle Faktoren beeinflussen den Entscheidungsprozess auch aufgrund von Unwissenheit, wie z. B. über verfügbare Alternativen, aufgrund von Informationslücken.
Beispiele für individuelle Faktoren: Bildung, Persönlichkeit, Risikofreude,...